# Virslīga 2022
La Virslīga 2022 fue la edición número 31 de la Virslīga, la primera división del fútbol de Letonia, también llamada División Superior de Letonia. La temporada comenzó el 11 de marzo y culminó el 12 de noviembre. El RFS fue el campeón defensor, mientras que Valmiera consiguió su primer título en la competición.

## Sistema de competición
Los diez equipos participantes jugaron entre sí todos contra todos cuatro veces totalizando 36 partidos cada uno, al término de la jornada 36 el primer clasificado obtuvo un cupo para la primera ronda de la Liga de Campeones 2023-24, mientras que el segundo y tercer clasificado obtuvieron un cupo para la primera ronda de la Liga Europa Conferencia 2023-24.
Un tercer cupo para la segunda ronda de la Liga Europa Conferencia 2023-24 fue asignado al campeón de la Copa de Letonia.

## Ascensos y descensos
| Pos. | Descendidos de Virslīga 2021 |
| ---- | ---------------------------- |
| 8.º  | Noah Jūrmala                 |
| 9.º  | Ventspils                    |

| Pos. | Ascendidos de Primera Liga 2021 |
| ---- | ------------------------------- |
| 1.º  | Auda                            |
| 2.º  | Tukums                          |
| 3.º  | Super Nova                      |

## Equipos participantes
| Club             | Ciudad     | Estadio                    | Capacidad |
| ---------------- | ---------- | -------------------------- | --------- |
| Auda             | Kekava     | Audas stadions             | ?         |
| Daugavpils       | Daugavpils | Celtnieks Stadium          | 4070      |
| Liepāja          | Liepāja    | Daugava Stadium            | 5008      |
| Metta            | Riga       | Hanzas vidusskolas laukums | 2000      |
| Riga             | Riga       | Skonto Stadium             | 8207      |
| RFS              | Riga       | Stadions Arkādija          | 1000      |
| Spartaks Jūrmala | Jūrmala    | Slokas Stadium             | 2800      |
| Super Nova       | Olaine     | Olaines pilsētas stadions  | ?         |
| Tukums           | Tukums     | Tukuma pilsētas stadions   | ?         |
| Valmieras        | Valmiera   | J. Daliņa stadions         | 2000      |

## Tabla de posiciones
| Pos. | Equipo           | Pts. | PJ | G  | E  | P  | GF  | GC | Dif. | Clasificación 2023-24                       |
| ---- | ---------------- | ---- | -- | -- | -- | -- | --- | -- | ---- | ------------------------------------------- |
| 1    | Valmiera (C)     | 85   | 36 | 26 | 7  | 3  | 101 | 25 | +76  | Primera ronda de la Liga de Campeones       |
| 2    | Riga             | 81   | 36 | 26 | 3  | 7  | 68  | 23 | +45  | Primera ronda de la Liga Europa Conferencia |
| 3    | RFS              | 76   | 36 | 22 | 10 | 4  | 83  | 32 | +51  | Primera ronda de la Liga Europa Conferencia |
| 4    | Liepāja          | 70   | 36 | 21 | 7  | 8  | 72  | 42 | +30  |                                             |
| 5    | Auda             | 51   | 36 | 15 | 6  | 15 | 42  | 36 | +6   | Segunda ronda de la Liga Europa Conferencia |
| 6    | Tukums           | 38   | 36 | 11 | 5  | 20 | 38  | 69 | −31  |                                             |
| 7    | Daugavpils       | 34   | 36 | 9  | 7  | 20 | 30  | 67 | −37  |                                             |
| 8    | Spartaks Jūrmala | 31   | 36 | 9  | 4  | 23 | 37  | 75 | −38  |                                             |
| 9    | Metta (O)        | 22   | 36 | 5  | 7  | 24 | 41  | 86 | −45  | Play-offs de promoción de categoría         |
| 10   | Super Nova (D)   | 20   | 36 | 4  | 8  | 24 | 24  | 81 | −57  | Descenso a Primera Liga de Letonia 2023     |

 Fuente: Soccerway
Criterios de clasificación: Puntos · Enfrentamientos directos · Diferencia de goles · Goles a favor · Puntos fair-play · Play-off.
Notas:
1. ↑  Clasificado a la Liga Europa Conferencia como campeón de la Copa de Letonia 2022.

## Resultados
| Local \ Visitante | AUD | DAU | LIE | MLU | RIG | RFS  | SPJ | SNO | TUK | VAL |
| ----------------- | --- | --- | --- | --- | --- | ---- | --- | --- | --- | --- |
| FK Auda           |     | 2–0 | 1–2 | 3–2 | 0–1 | 0–1  | 5–0 | 4–1 | 1–0 | 1–3 |
| Daugavpils        | 1–2 |     | 0–4 | 2–0 | 0–0 | 1–4  | 2–0 | 1–0 | 2–1 | 0–0 |
| Liepāja           | 1–1 | 5–1 |     | 1–0 | 1–0 | 2–3  | 0–0 | 3–1 | 1–2 | 1–3 |
| Metta             | 0–1 | 2–3 | 1–5 |     | 1–4 | 1–1  | 2–0 | 1–1 | 3–2 | 0–3 |
| Riga              | 1–0 | 2–0 | 0–1 | 4–0 |     | 2–0  | 3–0 | 2–0 | 1–0 | 2–1 |
| RFS               | 0–0 | 4–0 | 2–2 | 3–1 | 2–1 |      | 2–0 | 2–0 | 3–0 | 1–3 |
| Spartaks Jūrmala  | 1–2 | 2–0 | 0–2 | 4–2 | 0–4 | 2–3  |     | 0–0 | 1–3 | 0–2 |
| SK Super Nova     | 0–0 | 0–0 | 1–3 | 0–1 | 1–4 | 0–3  | 0–3 |     | 0–1 | 1–5 |
| Tukums 2000       | 2–1 | 0–1 | 1–4 | 2–2 | 0–1 | 0–10 | 3–0 | 1–1 |     | 0–3 |
| Valmiera          | 2–0 | 1–0 | 3–0 | 1–1 | 3–0 | 4–0  | 4–1 | 1–0 | 3–0 |     |

| Local \ Visitante | AUD | DAU | LIE | MLU | RIG | RFS | SPJ | SNO | TUK | VAL |
| ----------------- | --- | --- | --- | --- | --- | --- | --- | --- | --- | --- |
| FK Auda           |     | 2–0 | 1–2 | 2–1 | 0–2 | 1–1 | 0–1 | 3–0 | 3–0 | 1–1 |
| Daugavpils        | 0–1 |     | 2–3 | 3–2 | 0–4 | 1–3 | 1–1 | 1–1 | 0–0 | 1–1 |
| Liepāja           | 1–0 | 2–1 |     | 5–1 | 0–0 | 1–2 | 5–2 | 2–0 | 4–1 | 0–2 |
| Metta             | 3–0 | 2–3 | 2–2 |     | 0–2 | 1–3 | 0–0 | 1–1 | 1–2 | 1–4 |
| Riga              | 2–0 | 4–0 | 2–0 | 3–2 |     | 0–1 | 2–1 | 1–0 | 3–1 | 0–2 |
| RFS               | 0–0 | 4–0 | 0–0 | 6–0 | 1–1 |     | 3–0 | 2–3 | 2–2 | 2–2 |
| Spartaks Jūrmala  | 0–1 | 2–1 | 2–3 | 2–0 | 1–3 | 0–2 |     | 2–3 | 1–3 | 1–6 |
| SK Super Nova     | 1–2 | 1–0 | 2–2 | 0–3 | 1–4 | 0–4 | 1–3 |     | 2–1 | 1–6 |
| Tukums 2000       | 1–0 | 0–1 | 2–1 | 2–0 | 0–2 | 0–2 | 1–2 | 2–0 |     | 1–1 |
| Valmiera          | 2–1 | 5–1 | 0–1 | 6–1 | 3–1 | 1–1 | 1–2 | 7–0 | 6–1 |     |

## Play-off por la permanencia
| Ida; 24 de noviembre | Metta          | 2 – 0   | Grobiņas | Hanzas vidusskolas stadions, Riga                     |                                                       |
| 18:00 (UTC+1)        | Pulis 28', 41' | Reporte |          | Asistencia: 250 espectadores Árbitro(s): Artis Ķēniņš | Asistencia: 250 espectadores Árbitro(s): Artis Ķēniņš |

| Vuelta; 27 de noviembre | Grobiņas                     | 2 – 3 (Global 2 – 5) | Metta                              | Estadio Grobiņa, Grobiņa                                   |                                                            |
| 13:00 (UTC+1)           | - Gaucis 68' - Dobrecovs 83' | Reporte              | - Melnis 1' - Puzirevskis 37', 43' | Asistencia: 590 espectadores Árbitro(s): Kristaps Ratnieks | Asistencia: 590 espectadores Árbitro(s): Kristaps Ratnieks |

- Metta ganó 5–2 en el marcador global y permaneció en la Virslīga, Grobiņas en la Primera Liga de Letonia.